# Kallima bellimontis
Kallima bellimontis är en fjärilsart som beskrevs av Hans Fruhstorfer. Kallima bellimontis ingår i släktet Kallima och familjen praktfjärilar. Inga underarter finns listade i Catalogue of Life.